# 麻婆豆腐
麻婆豆腐，是中国菜裡的川菜代表之一，突顯出了川菜“麻辣”的特點。主要食材有豆腐、牛肉碎、豆瓣醬和花椒等。其中，麻的味覺是来自花椒，而辣的感覺則是来自辣椒。麻婆豆腐在全世界範圍內都非常受歡迎，其辣度也經常会相应降低，並加上當地的調味料進行改造。

## 历史
此菜在同治元年（1862年），由成都市北郊萬福橋一家名為「陳興盛飯舖」的小餐館老闆娘陳劉氏所创。因為陳劉氏臉上有麻点，人稱陳麻婆，她發明的这种燒豆腐就被稱為「陳麻婆豆腐」。後來因為這道菜大受歡迎，食客多不知其原始店名，而稱之為「陳麻婆豆腐店」。該店與包席菜館「正興園」、「鍾湯圓」等店家齊名。由於陳興盛飯鋪本是鄉間小舖，早期店內並未準備牛肉和菜油等食材，食客必須自行先到肉舖割肉、到油鋪打油，然後將食材交給飯鋪的師傅來料理。稍後店鋪生意興旺，才開始由伙計代客到街上打油買肉。清代《錦城竹枝詞百詠》中收錄有一首描述本菜的詩：「麻婆豆腐尚傳名，豆腐烘來味最精。萬福橋邊帘影動，合沽春酒醉先生。」
在中国文化大革命时期，此菜由于破四旧而一度被改名“麻辣豆腐”，至今仍有人用此称呼。

## 流傳與變化

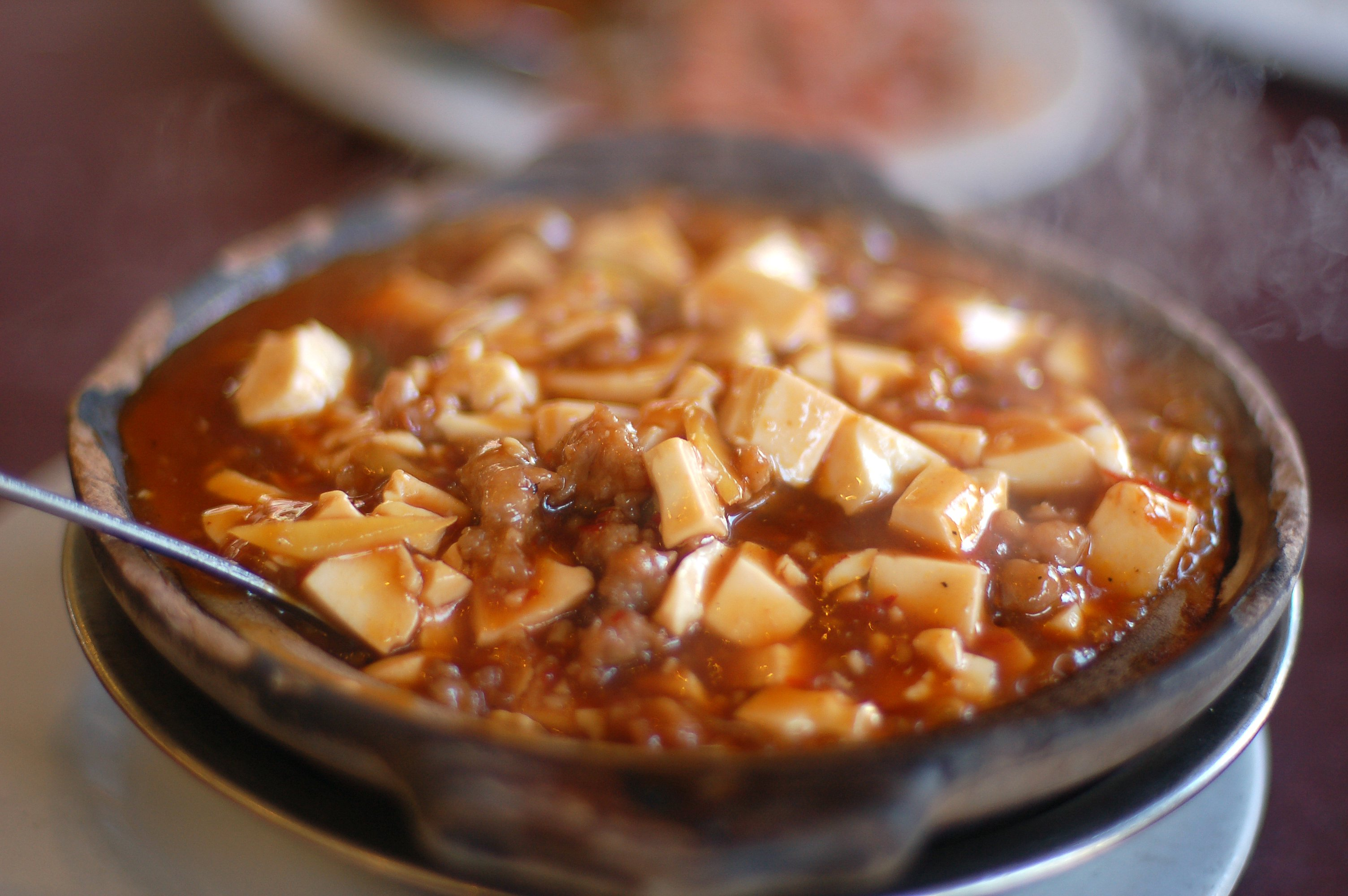
美國舊金山中華街一家中餐館的麻婆豆腐

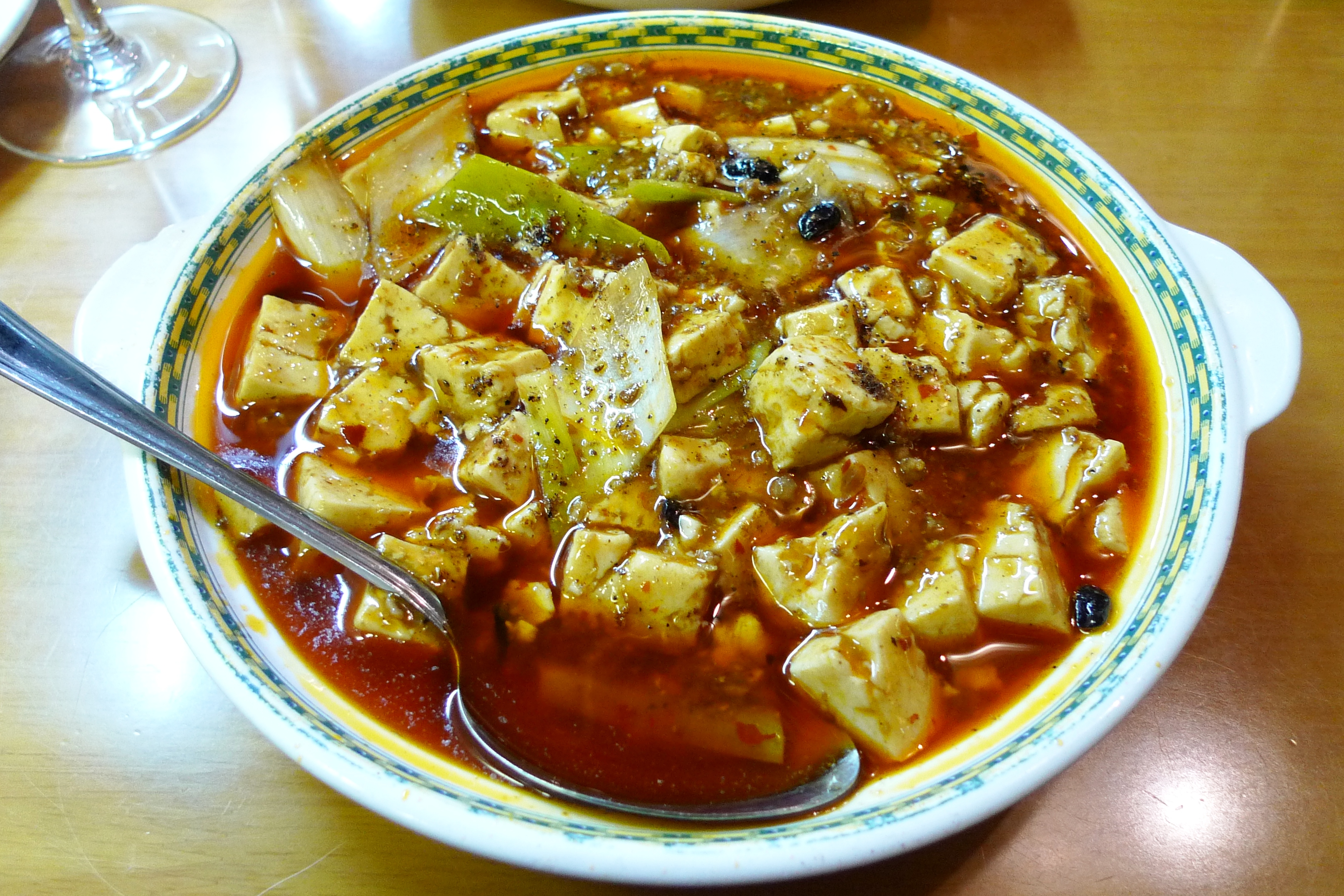
加入豆豉和白菜的揚州做法

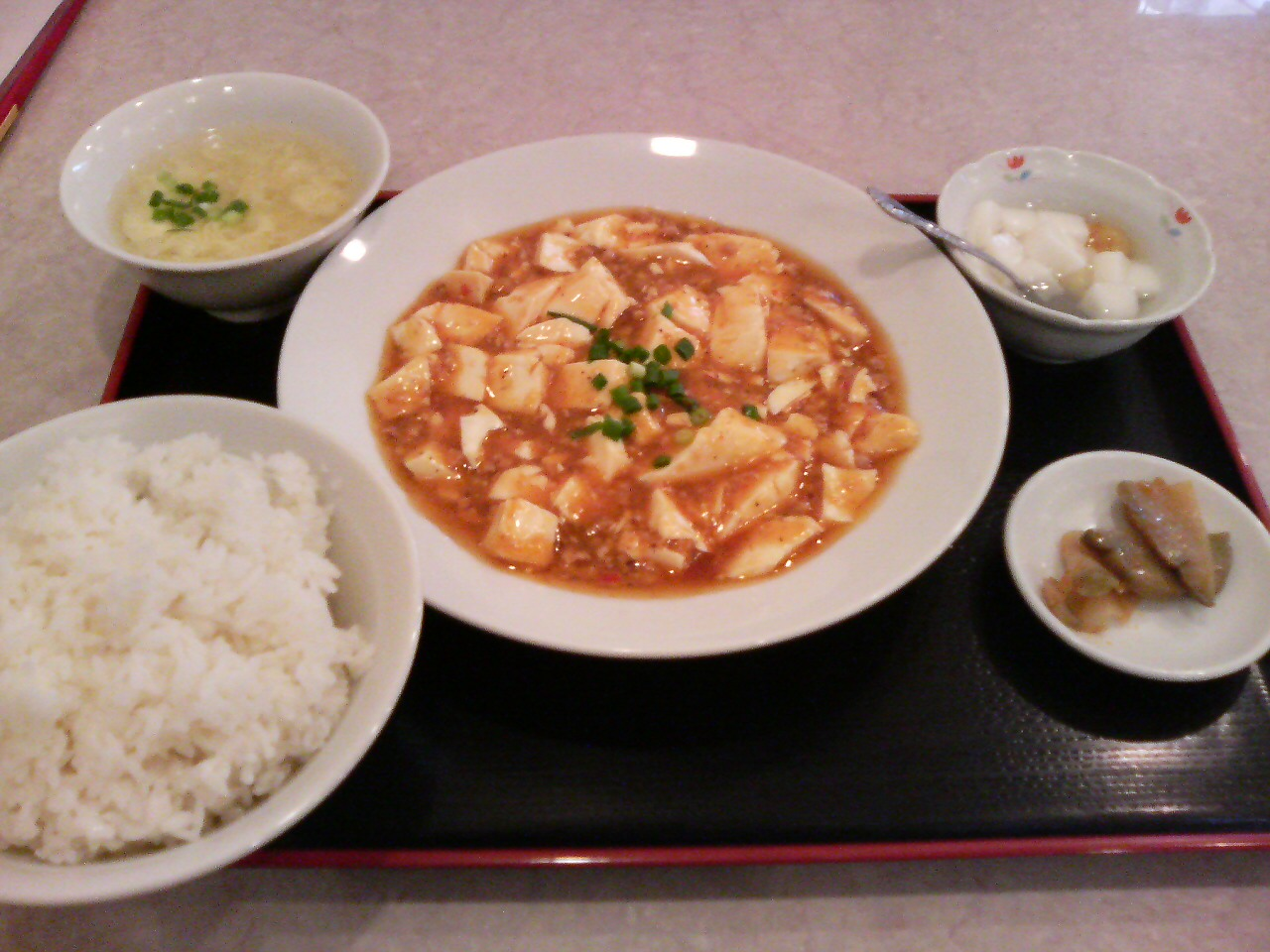
日式麻婆豆腐配清淡小菜的套餐

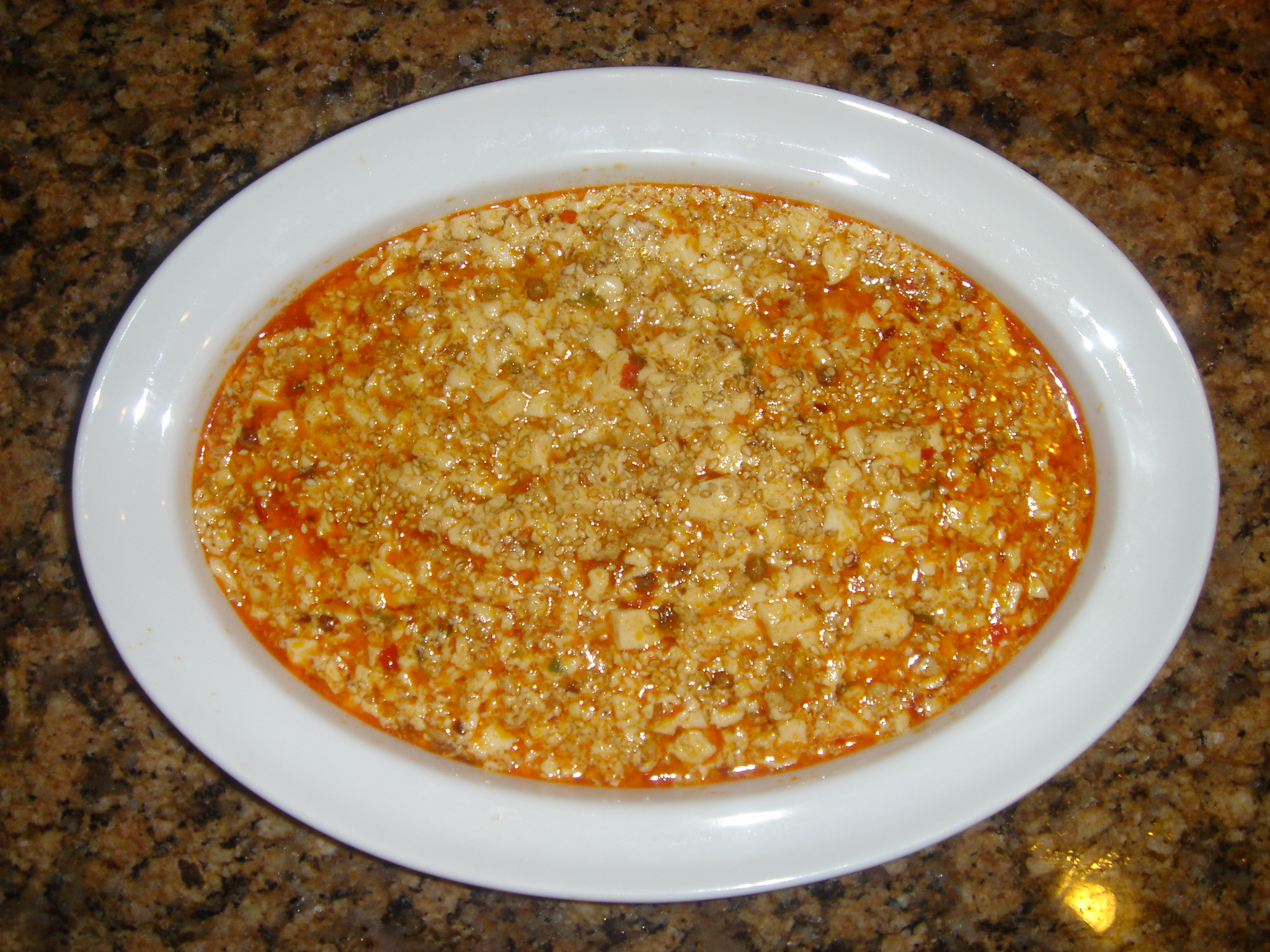
将豆腐絞碎的麻婆豆腐湯羹做法

麻婆豆腐廣受歡迎，流傳各地，做法也有許多不同。最大的改變之一，是陳興盛飯鋪自己所調整，亦即將材料的牛肉改為豬肉，以便不吃牛肉的食客也能品嘗，但若干老食客對此改變評價不一。該店後來又改回專用牛肉，但以豬肉為料的作法也已廣為各地廚師和食客接受。其次則是增加了豆瓣醬，乃至於公認以郫县豆瓣最佳。當代麻婆豆腐講究麻、辣、鮮、燙、嫩、捆（豆腐完整不爛）、酥（牛肉末酥香）等特色。此外，也有使用豬腦或牛腦代替豆腐的變化做法，製作過程相同，稱為麻婆腦花。但因當代人對膽固醇的顧忌，此變化作法並不常得見。
台灣在1960年代製作此菜時，油必用花生油，肉則不拘牛豬。肉炒熟後，加入豆瓣醬、豆豉、紅椒粉、醬油、鹽、糖，爆香後再加入豆腐片、高湯，滾煮後加入蔥、薑、蒜，以水調太白粉勾芡，起鍋前加花椒粉和麻油。作料與程序已有若干變化，強調麻、辣、燙、鹹。
在日本，最初是由四川宜賓出身的廚師陳建民將本菜傳入，並針對日本人的口味稍作變化。日本式的麻婆豆腐主要是不用花椒（或只用少量），而另外使用蚝油和紹興酒，甚且有使用甜麵醬或八丁味噌為醬料者。近年來日本也流行使用花椒的正宗四川口味，稱為「四川麻婆豆腐」或「陳麻婆豆腐」。
最常见的快餐版本为麻婆豆腐蓋飯。現有的其他變化組合吃法还有：麻婆豆腐麵（分乾拌及醬汁較多兩種）、麻婆豆腐包子、炸麻婆豆腐餅，還有少見之以熱麻婆豆腐拌涼麵等。